# Липшиц, Ривка
Ривка Байла Ли́пшиц (пол. Rywka Bajla Lipszyc, 15 сентября 1929 — 1945?) — польская еврейская девочка, которая вела личный дневник, находясь в Лодзинском гетто во время Холокоста. Она пережила депортацию в Освенцим и дальнейший перевод в Гросс-Розен и принудительный труд в его подлагере в Христианштадте. Она также пережила марш смерти в Берген-Бельзен и дожила до своего освобождения из него в апреле 1945 года. Она была слишком слабой для эвакуации, её перевели в госпиталь в Ниндорфе, где свидетельства о её жизни заканчиваются.
Её дневник в 112 страниц был написан между октябрём 1943 года и апрелем 1944 года на польском языке. Он был впервые опубликован в США в 2014 году на английском языке в переводе Мальгожаты Маркофф и с комментариями Эвы Вятр, через 70 лет после написания.

## Биография
Ривка была старшей из четырёх детей Якуба (Янкеля) Липшица и Сары Марьям Липшиц (в девичестве — Зелевер). Семья была заключена в нацистском гетто в Лодзе после немецкой оккупации Польши. Её мать Сара растила детей в одиночестве после того, как отец Ривки умер 2 июня 1941 года после избиения немцами на улице. Сара умерла 8 июля 1942 года от заболевания лёгких и недоедания.
Ривка была депортирована в концентрационный лагерь Освенцим в августе 1944 года вместе со своей сестрой Ципорой и тремя кузинами: Эстусей (Эстер), Ханусей (Ханной) и Миней (Миной). Ципора умерла в газовой камере по прибытии. Ривку отправили работать с женским отрядом. Перед прибытием советского фронта она со своими тремя кузинами была отправлена в Гросс-Розен и помещена в Христианштадт в Кжистковице, одном из 7 подлагерей для заключённых женщин из Польши, Венгрии, Франции, Нидерландов и Бельгии, в которых их заставляли рыть противотанковые сооружения. Оттуда она была отправлена в марше смерти в Берген-Бельзен, где её освободили вместе с Эстер и Миной 15 апреля 1945 года, истощёнными и больными.
В июле 1945 года Ривку Липшиц перевели из нового экстренного госпиталя в Берген-Бельзене для вынужденных переселенцев через транзитный лагерь в Любеке в госпиталь в Ниндорфе (Германия), но она была слишком больна, чтобы эвакуировать её дальше. Последний документ с её именем, найденный Международной службой розыска, — регистрационная запись вынужденной переселенки от 10 сентября 1945 года. Свидетельства о её смерти найдено не было, но согласно заявлениям Мины Бойер в 1955 году (Мини из дневника Ривки), она умерла в Ниндорфе в возрасте 16 лет.

## Дневник
Дневник Ривки был найден в руинах крематория в Освенциме в июне 1945 года доктором Красной армии, Зинаидой Березовской, которая взяла его с собой в СССР. Она умерла в 1983 году. Дневник хранился её сыном вместе с другими военными реликвиями. Он умер в 1992 году. Внучка Зинаиды обнаружила рукопись во время семейного визита в Россию и взяла её с собой. В 2008 году она связалась с местным центром памяти Холокоста в Сан-Франциско. Дневник сохранялся в достаточно хорошем состоянии до передачи центру.
Последняя запись в дневнике содержит следующие слова, написанные на литературном польском:

Лодзинское гетто, 12 апреля 1944 года 
 Как прекрасна сегодня погода! […] Сегодня мне пришла мысль, что мы лишены всего в этом гетто, что мы ничто, кроме рабов, и всеми силами я пытаюсь отринуть от этих тревожных мыслей, чтобы не портить небольшое мгновение радости. Так сложно! О господи, как долго ещё? Думаю, настоящая весна придёт только когда нас освободят. Ах, как я скучаю по этой по-настоящему великой Весне…
Оригинальный текст (пол.)Litzmannstadt Getto, 12 IV 1944 
 Ach, jaka cudowna pogoda! [..] I właśnie teraz gdy mi się nasuwa ta myśl że jesteśmy wszystkiego pozbawieni, żeśmy niewolnikami, wtedy całą siłą woli staram się ją odgonić i nie psuć sobie tej chwilki radości życia. Jakie to jednak trudne! Ach, Boże, jak długo jeszcze. Myślę że jak już będziemy wyzwoleni to wtedy będzie dopiero dla nas taka prawdziwa wiosna. Ach, tak jest mi już tęskno do tej wielkiej i drogiej Wiosny...

Дневник, отредактированный Александрой Запрудер и сопровождённый эссе, написанными учёным Фредом Розенбаумом и кузиной Ривки Хадассой Халамиш, был опубликован на английском языке в начале 2014 года Jewish Family and Children’s Services of San Francisco Holocaust Center в сотрудничестве с домом обучения Lehrhaus Judaica в Беркли и озаглавлен The Diary of Rywka Lipszyc (с англ. — «Дневник Ривки Липшиц»). Ривку Байлу Липшиц не стоит путать с Ривкой Липшиц, женой Ехиля, которая присутствует в базе данных жертв Шоа (1888—1940) и умерла в Лодзинском гетто. Дневник был подарен семье внучкой доктора Березовской в 2015 году. Он хранится в Яд-вашеме в Иерусалиме.